# جون إم. كاشن
جون إم. كاشن (بالإنجليزية: John M. Cashin)‏ هو قاضي ومحامي أمريكي، ولد في 31 أغسطس 1892 في كينغستون في الولايات المتحدة، وتوفي في 21 أكتوبر 1970.